# Економічно-філософські рукописи з 1844 року
Економічно-філософські рукописи 1844 року (нім. Ökonomisch-philosophische Manuskripte aus dem Jahre 1844) — твір німецького філософа й економіста Карла Маркса, написаний між квітнем і серпнем 1844 року в Парижі (звідси інша назва цього твору — «Паризькі рукописи»). За життя Маркса рукописи не публікувалися. Їх знайшли 1927 року під час роботи над рукописною спадщиною німецького філософа в Інституті Маркса-Енгельса-Леніна (Москва). Вперше опублікували німецькою повністю 1932 року. Перший переклад українською вийшов 1973-го.

## Огляд
«Економічно-філософські рукописи» відносять до раннього періоду теоретичної творчості Маркса (молодого Маркса). Основні теми, розкриті в творі — відчуження праці, рабський стан робітника при капіталізмі, товарний фетишизм, критика ідеалістичної філософії Геґеля, грубий комунізм.

## Значення
Твір набув неабиякої популярності в 1950-60-х, особливо в середовищі американських й європейських «нових лівих» і сприяв переосмисленню марксизму як творчої теорії й практики визволення людини.

## Зміст
- Заробітна плата.
- Прибуток на капітал.
- Земельна рента.
- [Відчужена праця].
- [Протилежність між капіталом і працею. Земельна власність і капітал].
- [Приватна власність і праця. Погляди меркантилістів, фізіократів, Адама Сміта, Рікардо та його школи].
- [Приватна власність і комунізм. Різні етапи розвитку комуністичних поглядів. Грубий, зрівняльний комунізм і комунізм як соціалізм, що збігається з гуманізмом].
- [Значення потреб людини при пануванні приватної власності і при соціалізмі. відмінність між марнотратним багатством і багатством промисловим. поділ праці в буржуазному суспільстві].
- [Влада грошей у буржуазному суспільстві].
- [Критика геґелівської діялєктики і геґелівської філософії взагалі].